# Bear Valley (condado de Alpine)
Bear Valley es un lugar designado por el censo ubicado en el condado de Alpine en el estado estadounidense de California. En el año 2000 tenía una población de 133 habitantes y una densidad poblacional de 9.9 personas por km².

## Geografía
Bear Valley se encuentra ubicado en las coordenadas 38°27′N 120°2′O / 38.450, -120.033. Según la Oficina del Censo, la ciudad tiene un área total de 13,4 km² (5,2 mi²), de la cual 13,3 km² (5,1 mi²) es tierra y 0,1 km² (0 mi²) (0.39%) es agua.

## Demografía
Según la Oficina del Censo en 2000 los ingresos medios por hogar en la localidad eran de $49,583, y los ingresos medios por familia eran $44,375. Los hombres tenían unos ingresos medios de $36,875 frente a los $27,500 para las mujeres. La renta per cápita para la localidad era de $32,252. Alrededor del 8.1% de la población estaba por debajo del umbral de pobreza.